# Chirchiq

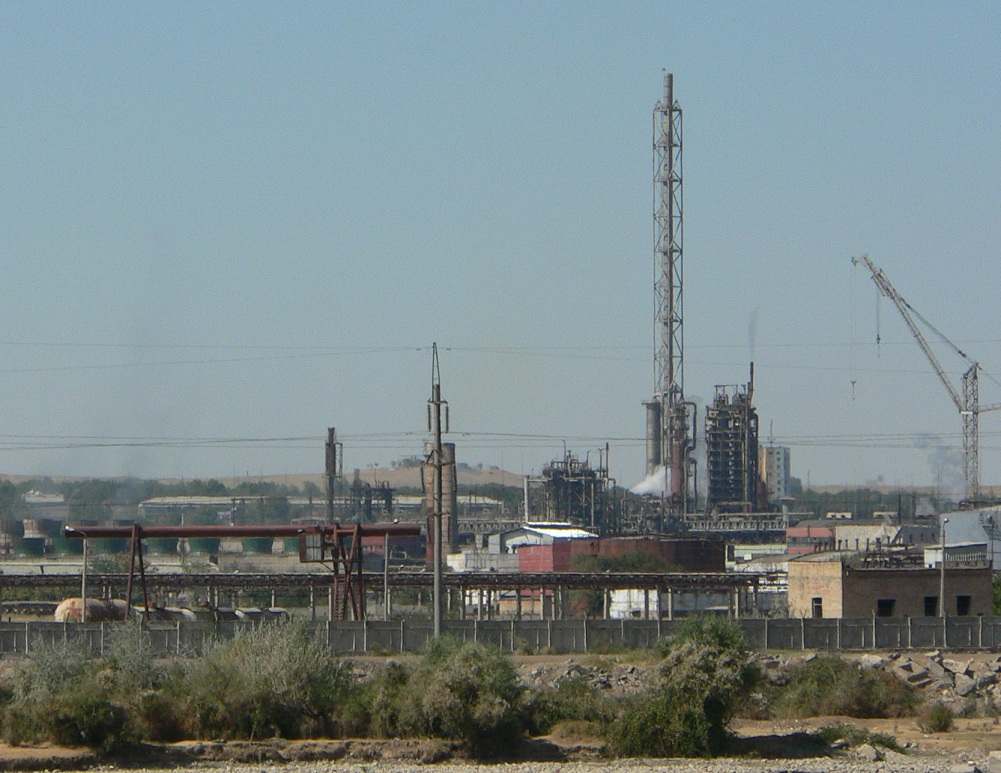
Kompleks przemysłowy w pobliżu miasta Chirchiq

Chirchiq (Czyrczyk) – miasto w Uzbekistanie, w wilajecie taszkenckim; w dolinie rzeki Chirchiq (dopływ Syr-darii). 168 tys. mieszkańców (2006). Dziewiąte co do wielkości miasto kraju. Przemysł chemiczny, maszynowy i metalowy, elektrotechniczny, materiałów budowlanych, lekki.

## Przypisy

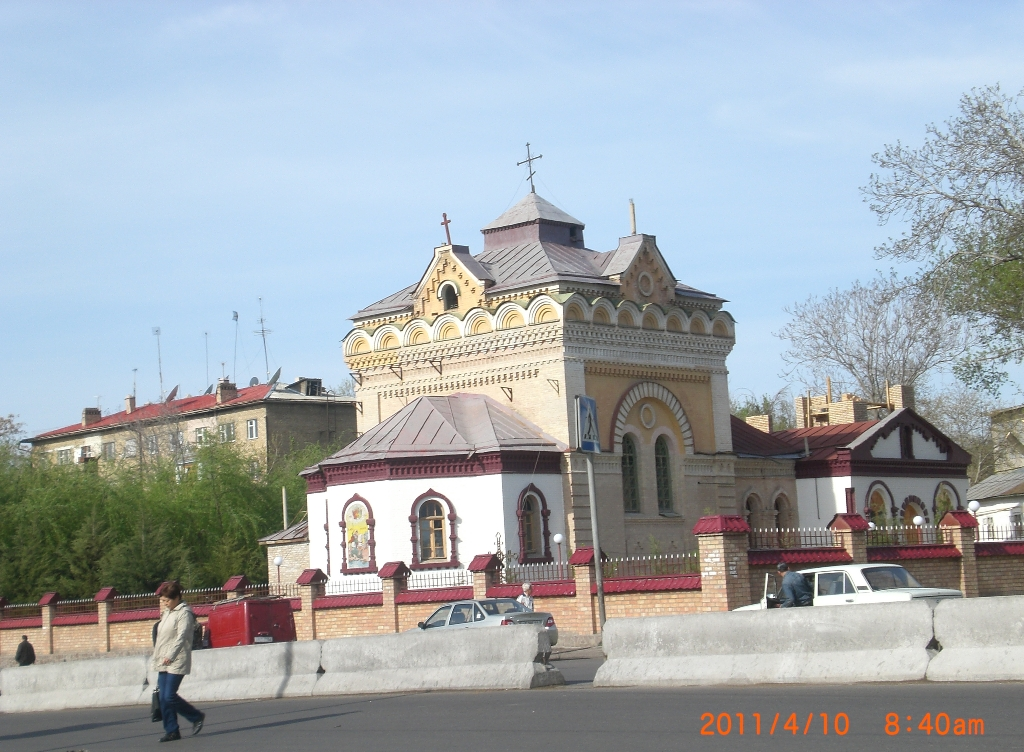